# Workuta
Workuta (russisch Воркута́; Komi Вӧркута Wörkuta, wiss. Transliteration Vörkuta) ist eine Stadt nördlich des Polarkreises im europäischen Teil von Russland. Sie hat 57.000 Einwohner (Stand 2023).

## Geographie
Die Stadt liegt in der Republik Komi am Nordende des Ural-Gebirges am gleichnamigen Fluss Workuta. Nordöstlich von Workuta erstreckt sich das Pai-Choi-Gebirge, die nordwestliche Fortsetzung des Ural-Gebirges.

## Geschichte
Das Arbeitslager Workuta für politische Gefangene bestand vom 10. Mai 1938 bis mindestens 1960. Gleichzeitig waren bis zu 73.000 Personen inhaftiert, darunter auch Kriegsgefangene und politische Häftlinge aus Deutschland, von denen tausende ums Leben kamen. Die Häftlinge wurden bei der Kohleförderung und im Grubenbau eingesetzt.
Die Stadt wurde 1941 an die Petschora-Eisenbahn angeschlossen; diese Verbindung war von Gefangenen des Lagers errichtet worden. Am 26. November 1943 erhielt Workuta die Stadtrechte verliehen. Sie spielte eine bedeutende Rolle als Zentrum für Arbeitslager im Gulag. Im Sommer 1953, kurz nach Stalins Tod, kam es unter den Lagerinsassen zum Aufstand von Workuta, der nach kurzzeitigen Erfolgen blutig niedergeschlagen wurde. Durch die Ereignisse sah sich die sowjetische Führung jedoch genötigt, zunächst den Kriminellen, später auch Teilen der politischen Häftlinge Amnestie zu gewähren. Adenauers Verdienst war es, dass nach seinem Besuch 1955 in Moskau auch die letzten deutschen Kriegsgefangenen und die politischen Gefangenen aus der Anfangszeit der DDR in Workuta freigelassen wurden. In der Zeit des Arbeitslagers wurden insgesamt fast zwei Millionen Gefangene nach Workuta deportiert und zur Arbeit gezwungen.
Von den 13 Bergwerken, die zu Sowjetzeiten in Betrieb waren, sind im Jahre 2023 noch vier aktiv. Aufgrund der methanreichen Kohleflöze in der Region ist die Unfallgefahr von Schlagwettern recht hoch.

## Bevölkerungsentwicklung
| Jahr | Einwohner |
| ---- | --------- |
| 1959 | 55.668    |
| 1970 | 89.742    |
| 1979 | 100.210   |
| 1989 | 115.646   |
| 2002 | 84.917    |
| 2010 | 70.548    |
| 2021 | 52.292    |

Anmerkung: Volkszählungsdaten

## Söhne und Töchter der Stadt
- Nelli Ferjabnikowa (* 1949), Basketballspielerin
- Sergej Lochthofen (* 1953), deutsch-russischer Journalist, von 1990 bis 2009 Chefredakteur der Thüringer Allgemeinen
- Illja Jemez (* 1956), ukrainischer Gesundheitsminister
- Grigori Degtjarjow (1958–2011), Leichtathlet[5]
- Andreï Sokolov (* 1963), französischer Schachmeister russischer Herkunft
- Andrei Nikolischin (* 1973), Eishockeyspieler
- Andrei Nutrichin (* 1973), Skilangläufer
- Andrei Posnow (* 1981), Eishockeyspieler
- Arkadi Wjattschanin (* 1984), Rückenschwimmer
- Anastassija Iwanenko (* 1989), Schwimmerin[6]
- Pawel Kulischnikow (* 1994), Eisschnellläufer

## Traditionelle Feiertage
- Tag des Rentierzüchters
- Frühlingsfest des Nordens

## Abbildungen

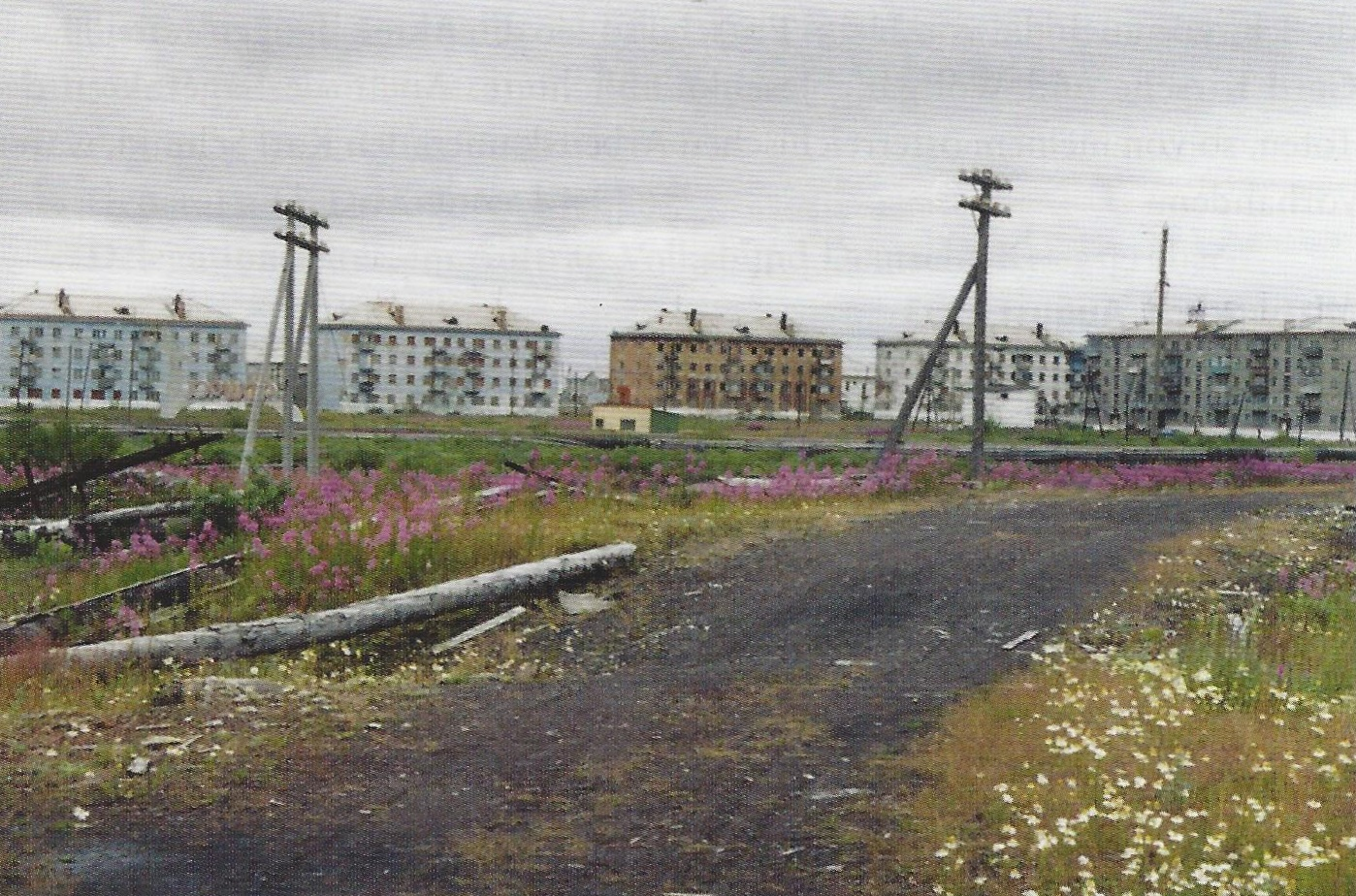
Wohnblocks, gebaut von Häftlingen des Arbeitslagers (1993)
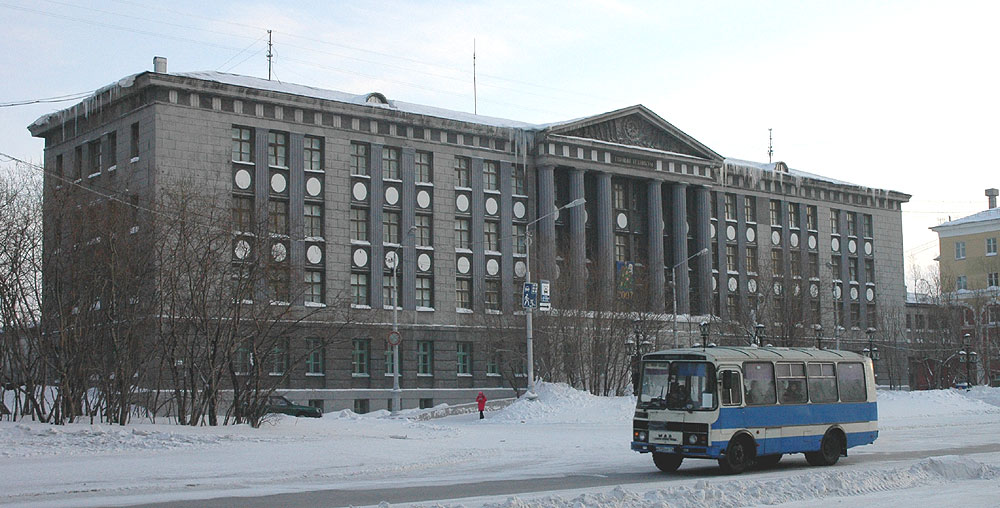
Bergbauhochschule
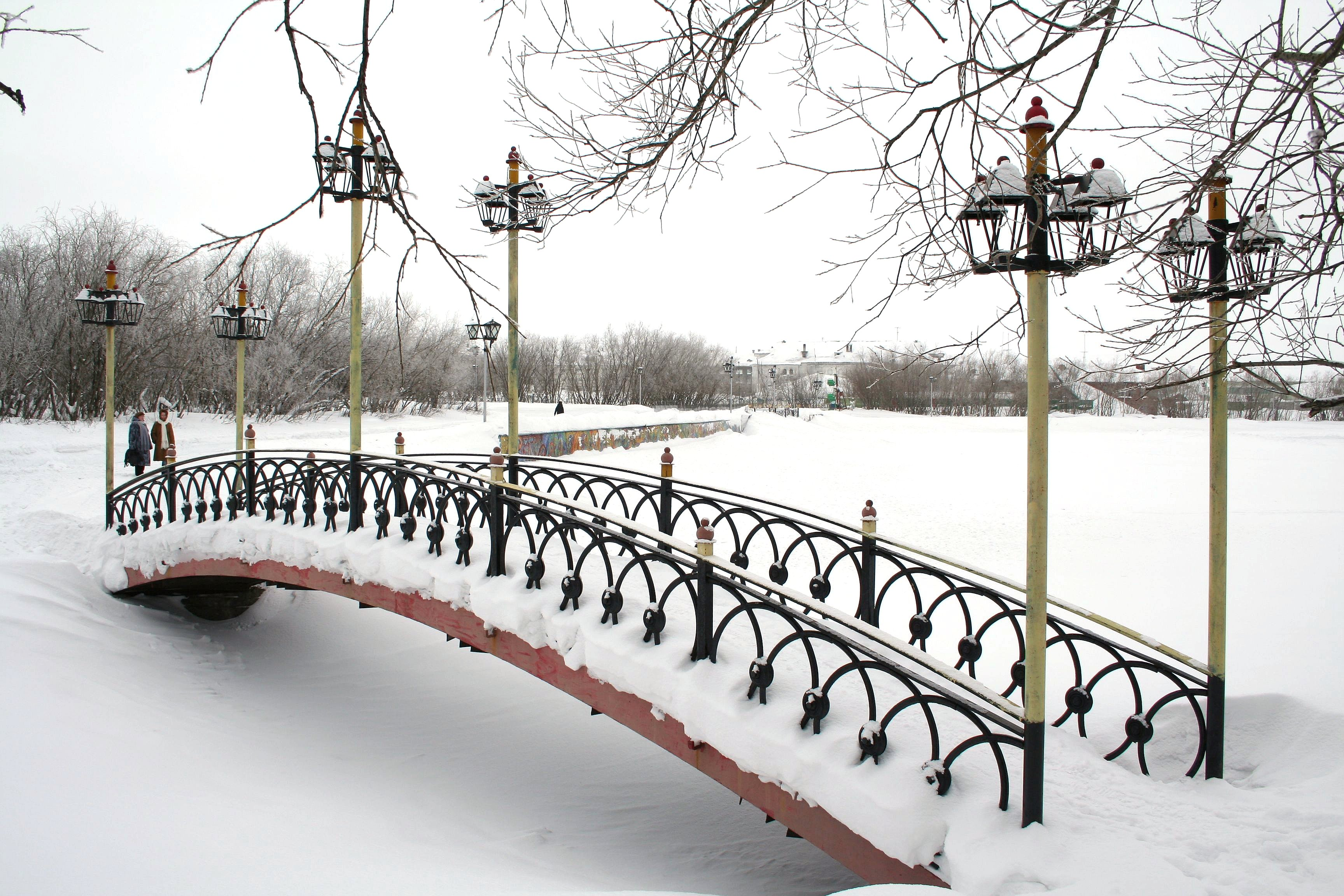
Verschneiter See im Stadtpark